# Повітропровід (вентиляція та кондиціонування)
Повітропроводи використовуються у системах опалення, вентиляції та кондиціювання повітря для транспортування повітря з метою його обробки, видалення, або подачі до приміщень. Повітропроводи розрізняються за  формою, розміром, та матеріалами з яких вони виготовляються.

## Форма
З точки зору аеродинаміки вентиляції, як правило, оптимальним є повітропровід круглого перетину, однак з міркувань економії простору, дизайну інтер'єрів та зручності монтажу та під'єднання до решіток та інших елементів вентиляційної системи, використовуються також повітропроводи квадратної чи прямокутної форми. Повітропроводи інших форм, наприклад овальні чи трикутної форми, зустрічаються рідко.

## Розмір
Площа поперечного перетину повітропроводу, і, відповідно, його розмір, визначаються швидкістю повітря, що проходить через нього. Завелика швидкість повітря призводить до завеликого аеродинамічного опору у повітропроводі, та може викликати занадто сильний шум. З іншого боку, замала швидкість повітря свідчить про завищений розмір, і як наслідок - перевитрачення матеріалів, труднощі з монтажем. Також, завеликий повітропровід займає великий об'єм, чим заважає прокладці інших інженерних комунікацій та може зашкодити дизайну інтер'єру.
Швидкість руху повітря через повітропровід визначається за формулою:
{\displaystyle V=L/(S*3600)}, де
```
V - швидкість повітря, м/с;
L - об'ємна витрата повітря, м³/год;
S - площа поперечного перерізу повітропроводу, м².
```

## Матеріал
Матеріал (чи матеріали), за яких виготовляється повітропровід впливає на його властивості. Загалом повітропроводи можна поділити за наступними ознаками:
- За гнучкістю, на гнучкі, напівгнучкі та негнучкі
- За горючістю, на горючі та негорючі
- За наявністю тепло- та звукоізоляції на ізольовані та неізольовані
- За матеріалом виготовлення, на металеві, металопластикові та неметалеі.

## Характеристики повітропроводів
Основними характеристиками повітропроводів є:
- Аеродинамічний опір, що є функцією швидкості повітря що проходить через повітропровід.
- Максимальний тиск повітря що переміщається
- Горючість та плавкість
- Максимальна та мінімальна температура зовнішнього середовища, та повітря, що переміщається
- Термічний опір (особливо для ізольованих повітропроводів)
- Стійкість до зовнішніх факторів - агресивних середовищ, вологи, ультрафіолетового випромінювання тощо.